# Pavel Eljanov

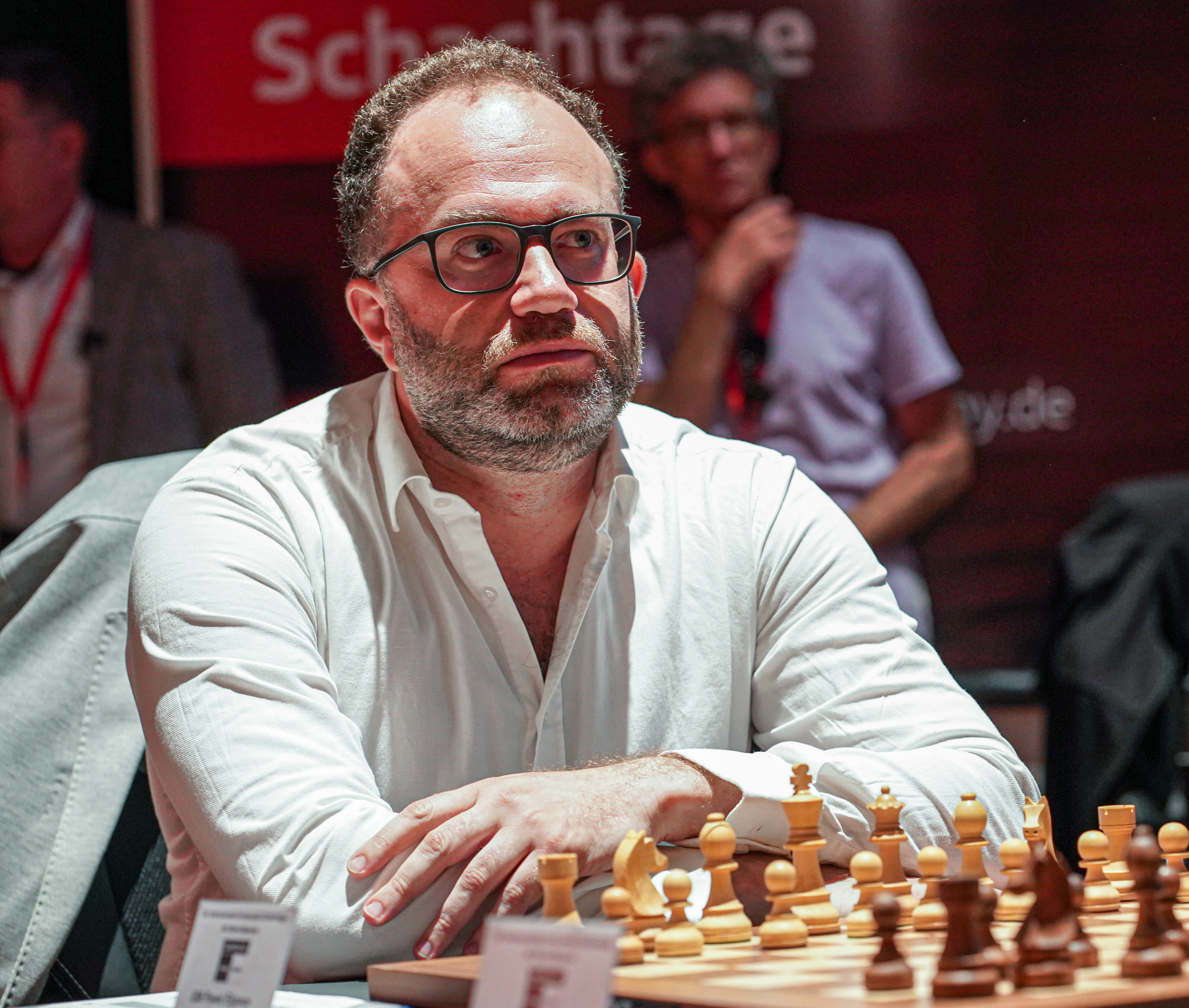
Pavel Eljanov

Pavel Volodimirovitsj Eljanov (Oekraïens: Павло Володимирович Ельянов) (Charkov, 10 mei 1983) is een Oekraïense schaker. Hij is een grootmeester (GM).

## Resultaten
In 1999 maakte hij deel uit van het nationaal Oekraïens jeugdteam dat de Schaakolympiade won in de categorie tot 16 jaar in kamp Artek, Oekraïne. 
Op Schaakolympiades, waaraan hij deelnam van 2004 t/m 2014, won hij twee gouden medailles met zijn team, in 2004 en in 2010, en in 2010 een zilveren medaille voor zijn individuele resultaat aan het derde bord.
In 2004 won hij een sterk bezet open toernooi in Biel en in 2006 een toernooi in Montréal. 
In Nederland won hij in 2006 het Amsterdam Chess Tournament en in 2007 de B-groep van het Corus-toernooi in Wijk aan Zee (Nederland) met 9 pt. uit 13. 
In 2008 speelde hij in de A-groep van het Corus-toernooi en eindigde daar gedeeld laatste. 
In mei 2010 won hij de FIDE Grand Prix (Astrachan) met 8 pt. uit 13.
In februari 2012 werd hij gedeeld 1e–3e samen met Mateusz Bartel en Anton Korobov in het 11e Aeroflot Open toernooi.
In oktober 2016 won hij het Isle of Man International Masters toernooi.

## Externe koppelingen
- (en)   Informatie over schaakpartijen van Pavel Eljanov op ChessGames.com
- (en)   Informatie over schaakpartijen van Pavel Eljanov op 365chess.com
- (en)  FIDE-ratinggegevens voor Pavel Eljanov